# Treinschakeling

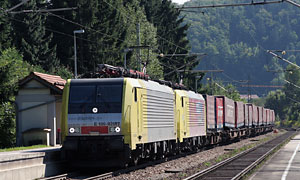
Twee ES 64 F4-locomotieven in treinschakeling trekken een zware goederentrein door het Beierse landschap.

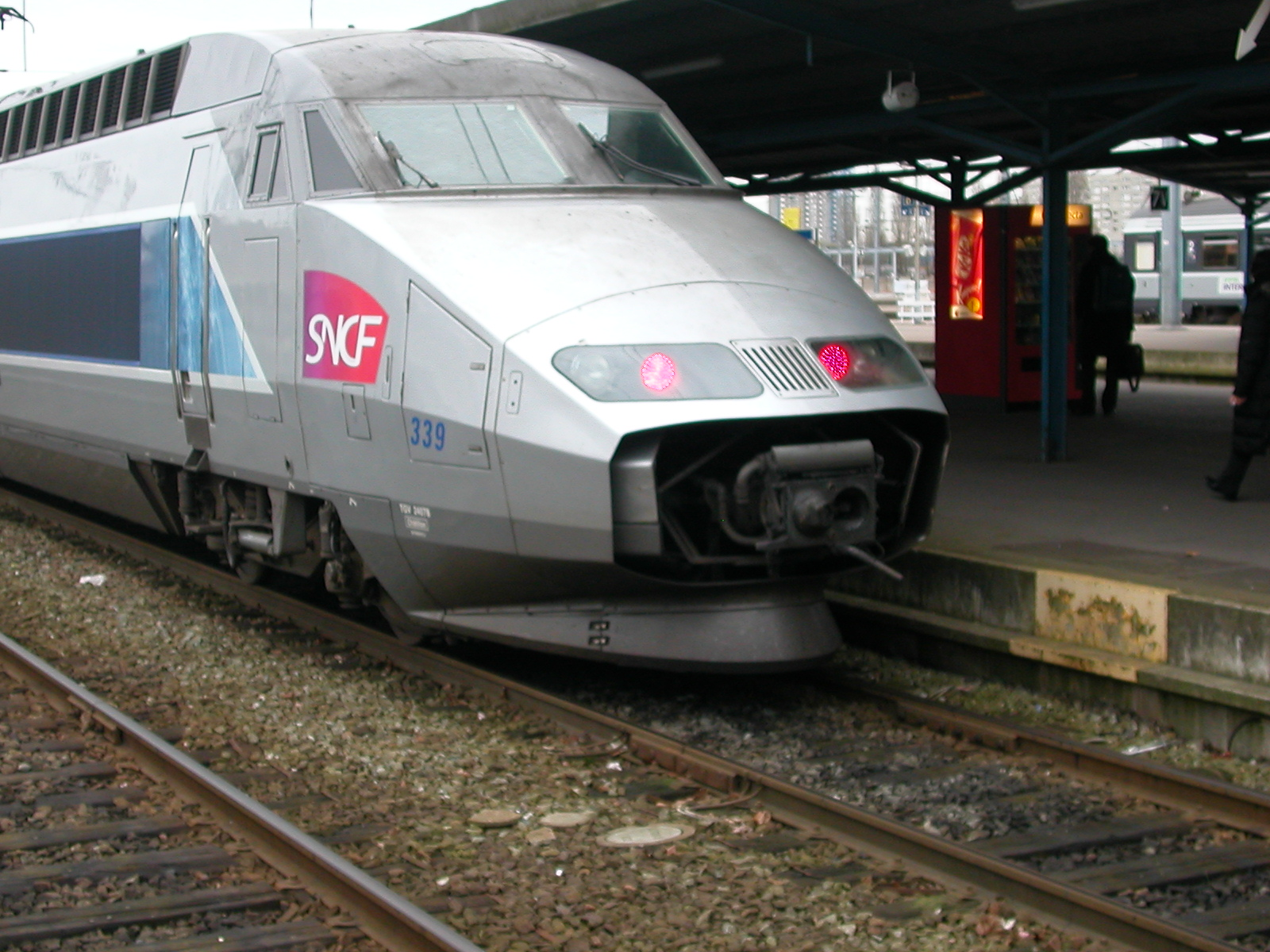
TGV-treinstel met onafgedekte automatische koppeling om met een soortgelijk treinstel te koppelen en in treinschakeling te gaan rijden.

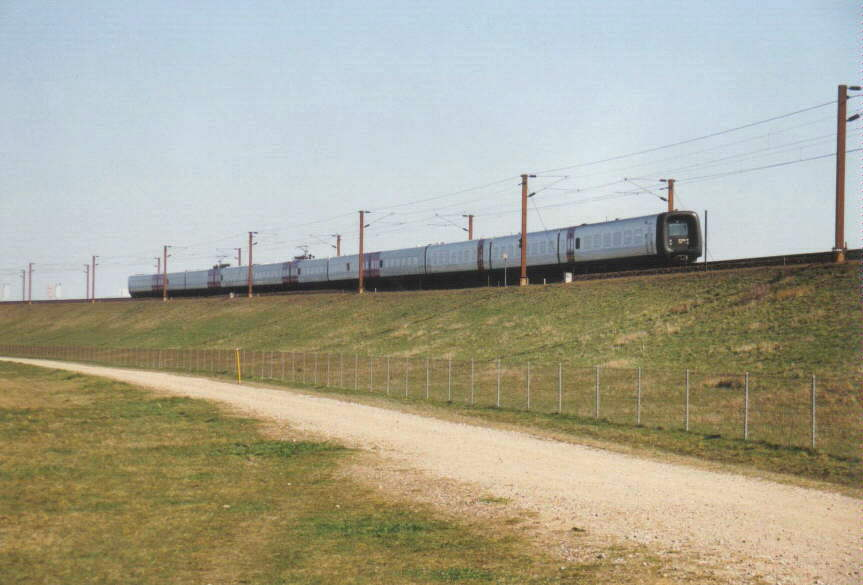
DSB: twee elektrische treinstellen IR4 en een dieselmechanisch treinstel IC3 in treinschakeling.

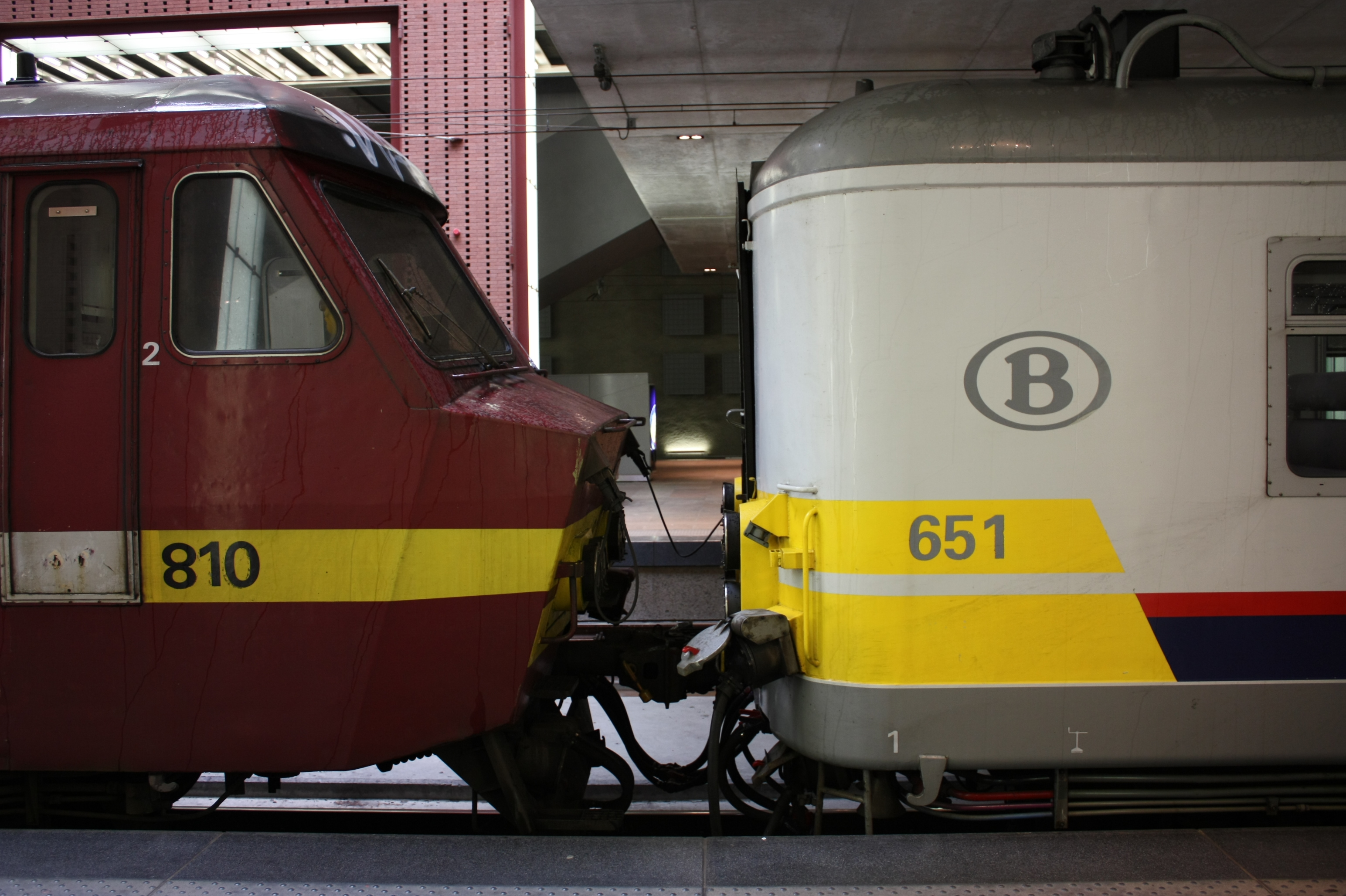
Een MS75 en een klassiek motorstel van de NMBS verschillen uiterlijk totaal, maar kunnen in treinschakeling rijden.

Treinschakeling, soms ook multiple schakeling genoemd, maakt het mogelijk dat een machinist of treinbestuurder meerdere locomotieven, treinstellen, motorrijtuigen tegelijk vanuit de voorste cabine van de trein bestuurt. Deze techniek wordt ook veel in tram- en metrovervoer toegepast.

## Kenmerken
De stuurcommando's van de machinist of treinbestuurder worden doorgegeven naar de volgende railvoertuigen met eigen aandrijving. Informatie van deze railvoertuigen wordt teruggeleid naar de bediende cabine, zodat deze voor de machinist zichtbaar gemaakt kan worden. Deze doorgave van stuurcommando's en informatie loopt gewoonlijk via elektrische verbindingen, die stuurstroomkabels worden genoemd. Een radioverbinding is ook mogelijk. De besturingshandelingen, zoals het rijden en remmen en het regelen van de trekkracht en de snelheid, worden uitgevoerd alsof de treinbestuurder slechts één voertuig te besturen heeft. Voorwaarde is dat de aandrijving en besturing van de betrokken aangedreven railvoertuigen identiek zijn of onderling zijn afgestemd.
In treinschakeling rijdende railvoertuigen kunnen gescheiden zijn door ongemotoriseerde railvoertuigen. Deze zijn gewoonlijk van stuurstroomkabels voorzien. Dit is het geval bij treinstellen en bij trek-duwtreinen. Een voorbeeld van dat laatste bij NS is de in 2009 geïntroduceerde Intercity direct met twee locomotieven die allebei tractie leveren, één voorop en één achteraan de trein. Daarbij brengen de stuurkabels van de ICR-rijtuigen de verbinding tot stand die de treinschakeling realiseert. Als gereden wordt met goederentreinen van een kleine kilometer lang of meer, zoals in Australië, worden locomotieven gewoonlijk verdeeld over de trein. Dat is nodig om de trekkrachten niet te ver aan één zijde van de trein te laten oplopen.
Luchtslangen zorgen voor de pneumatische verbinding van het remsysteem van alle railvoertuigen in de trein. Dat staat echter los van het begrip treinschakeling, want bij alle treinen, op heel specifieke uitzonderingen na, zijn de remsystemen van alle railvoertuigen in een trein met elkaar verbonden.

## Andere vormen
Er zijn ook andere vormen van het combineren van railvoertuigen die trekkracht ofwel tractie leveren. Wanneer een trein getrokken wordt door twee locomotieven spreekt men van 'dubbeltractie', ook als de twee locomotieven niet in treinschakeling rijden. Ook wordt de term 'voorspan' gebruikt, waarmee het aantal extra locomotieven wordt aangegeven. Als twee locomotieven 'in voorspan rijden', wordt de trein dus door drie locomotieven voortbewogen. Railvoertuigen die tractie leveren, maar niet in treinschakeling rijden met bediening vanuit de voorste cabine, moeten bestuurd worden door een machinist die in verbinding staat met de collega in de voorste cabine. Hierbij wordt de trekkracht wel vergroot, maar als de voertuigen niet op elkaar zijn afgestemd treedt energieverlies op en zullen de voertuigen bij het optrekken en remmen gaan slippen of stoten. In het tijdperk van de stoomlocomotief behoorde treinschakeling technisch niet tot de mogelijkheden, maar dubbeltractie/voorspan kwam vaak voor, waarbij de beide machinisten elkaar signalen gaven via de stoomfluit.
Om diverse redenen, zoals het bereiken van een betere verdeling van de grotere trekkracht en daardoor een grotere aanzetsnelheid, wordt treinschakeling van meerdere tractievoertuigen verkozen boven de inzet van één locomotief met groot vermogen.

## Toepassing

### Nederland
Vroege voorbeelden van in Nederland toegepaste treinschakeling zijn het ZHESM-materieel van de spoorlijn Rotterdam Hofplein - Scheveningen (Hofpleinlijn) en de Métallurgique-rijtuigen van de tramlijn Amsterdam - Zandvoort van de ESM (de latere Blauwe Tram). De verschillende series elektrisch stroomlijnmaterieel die de Nederlandse Spoorwegen in de jaren 1935-1962 in dienst stelde (Mat '35, Mat '36, Mat '40, Mat '46, Mat '54 en Mat '57 waren door de voortschrijdende technische ontwikkelingen zeker niet identiek, maar wel zodanig op elkaar afgestemd dat treinschakeling mogelijk was. Wel golden dan de beperkingen van één materieeltype voor de gehele trein: een treinstel Mat '54 dat samenreed met een treinstel Mat '36 kon zijn hogere maximumsnelheid niet benutten. De van het Mat '54 afgeleide Beneluxtreinstellen op de route Amsterdam - Brussel konden binnen Nederland in treinschakeling rijden met het overige NS-stroomlijnmaterieel (en deden dat dagelijks tussen Amsterdam en Roosendaal), maar door de afwijkende schakelwals waarmee de snelheid werd ingesteld verliep dat niet altijd probleemloos. Met Belgische treinstellen kon het Beneluxmaterieel in het geheel niet in treinschakeling rijden, zowel door de afwijkende rijkarakteristiek als door het andere type koppelingen.   
Om een hogere aanzetsnelheid te bereiken werd dit principe van universele koppelbaarheid in de jaren zestig losgelaten. Het Mat '64 kreeg een andere rijkarakteristiek en daardoor was treinschakeling met de oudere types niet mogelijk. In 2005 werd de aanzetkarakteristiek van een aantal treinstellen Mat '64 veranderd, waardoor het 12 seconden minder tijd kostte de maximumsnelheid van 140 km/h te bereiken. Deze eigenschap werd in treinschakeling doorgegeven aan niet-verbouwde soortgenoten, mits het verbouwde treinstel vooropliep en de hele trein dus van daaruit bestuurd werd.

### België
De Nationale Maatschappij der Belgische Spoorwegen (NMBS) volgde hetzelfde materieelbeleid als de NS: gedurende tientallen jaren zijn series klassieke motorstellen in productie geweest, die ondanks onderlinge verschillen altijd met elkaar in treinschakeling konden rijden en ook nog met de treinstellen MS75. Pas bij de MS80-treinstellen (Break) werd dit principe losgelaten om te kunnen profiteren van latere technische ontwikkelingen.

### Denemarken
Bijzonder is het feit dat bij de Deense spoorwegen de elektrische treinstellen DSB ER (ook bekend als IR4) probleemloos in treinschakeling kunnen rijden met dieseltreinstellen DSB MF (ook bekend als IC3). Hierbij zijn de onderling verschillende technieken van elektrische tractie en dieselmechanische aandrijving op elkaar afgestemd.

### Noord-Amerika
In de Verenigde Staten en Canada gebruikt men het woord 'consist' voor een rij van gekoppelde locomotieven in treinschakeling. Het gelijktijdig besturen van deze locomotieven wordt er 'multiple-unit train control' genoemd. In deze regio wordt met lange, zware treinen gereden en het rijden met consists is hier eerder regel dan uitzondering.
In de jaren vijftig van de twintigste eeuw kwam de grootschalige vervanging van stoomlocomotieven door diesellocomotieven op gang. De eerste generatie diesellocomotieven was nog niet zo krachtig, reden waarom er veel locomotieven per trein nodig waren. Daarbij werd een besparing bereikt door bij een deel van de locomotieven de cabine(s) achterwege te laten. Een locomotief met cabine werd een 'A unit' genoemd, en een zonder cabine was een 'B unit'. Zo werden ABBA-consists samengesteld met aan de voor- én achterzijde van de consist een cabine, en ABBB-consists met alleen een cabine aan de voorzijde van de consist. Treinen die werden getrokken door een consist en op de oost-westverbindigen de Rocky Mountains moesten passeeren, kregen bij de klim dan nog assistentie van een voorspan van een of meer locomotieven.

### Trams
In de jaren 1957 - 1993 reden veel PCC-cars in Den Haag in treinschakeling. De stuurpost van de tweede wagen werd bemand voor kaartverkoop en deurbediening. Toch kon deze werkwijze een besparing op personeel geven, omdat de tweede wagen bemand kon worden door iemand die niet bevoegd was de tram te besturen. In de praktijk werd deze mogelijkheid zelden benut, omdat de koppelwagens veelal rond de spitsuren als losse motorwagen naar en van de eindpunten kwamen en dus toch een bevoegde bestuurder nodig hadden. Later was de tweede man overbodig doordat zijn taken werden geautomatiseerd. In Den Haag werden in 1974 ook (volledig aangedreven) PCC-cars zonder volwaardige stuurpost in dienst gesteld die uitsluitend als tweede wagen in een koppelstel konden dienstdoen. Het rijden in treinschakeling werd toen uitgebreid tot de gehele dag. 
Bij de Antwerpse tram rijden in 2019 nog steeds PCC-cars in treinschakeling, met gebruikmaking van Scharfenbergkoppelingen. Ook van de PCC-car afgeleide Tatra- en Konstal-trams in Oost-Europese landen zijn tot op de huidige dag in twee- of driewagenformaties aan te treffen.

## Foto's

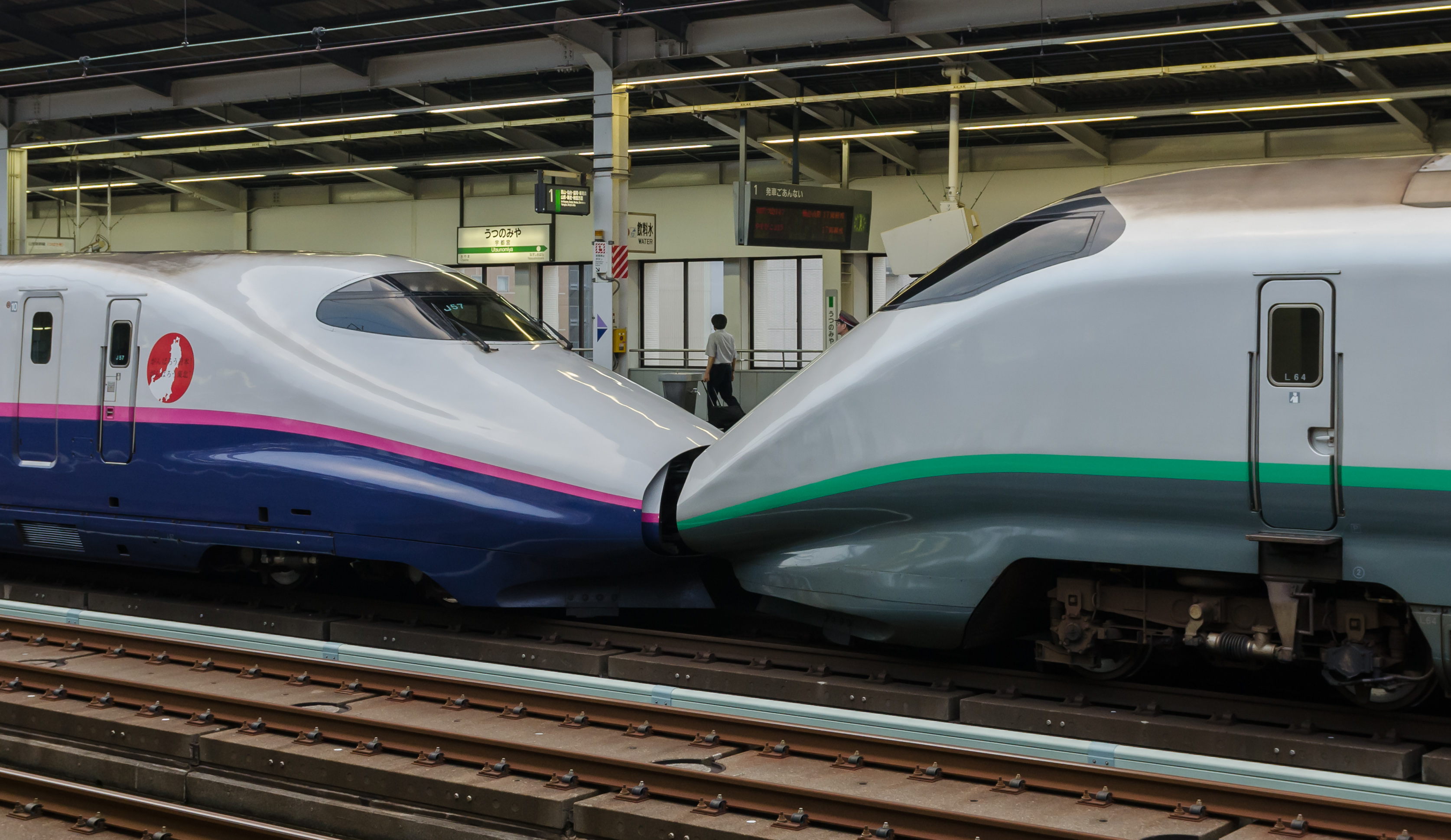
Twee Japanse Shinkansen-treinstellen in treinschakeling. Utsunomiya, Japan, 12 augustus 2013.
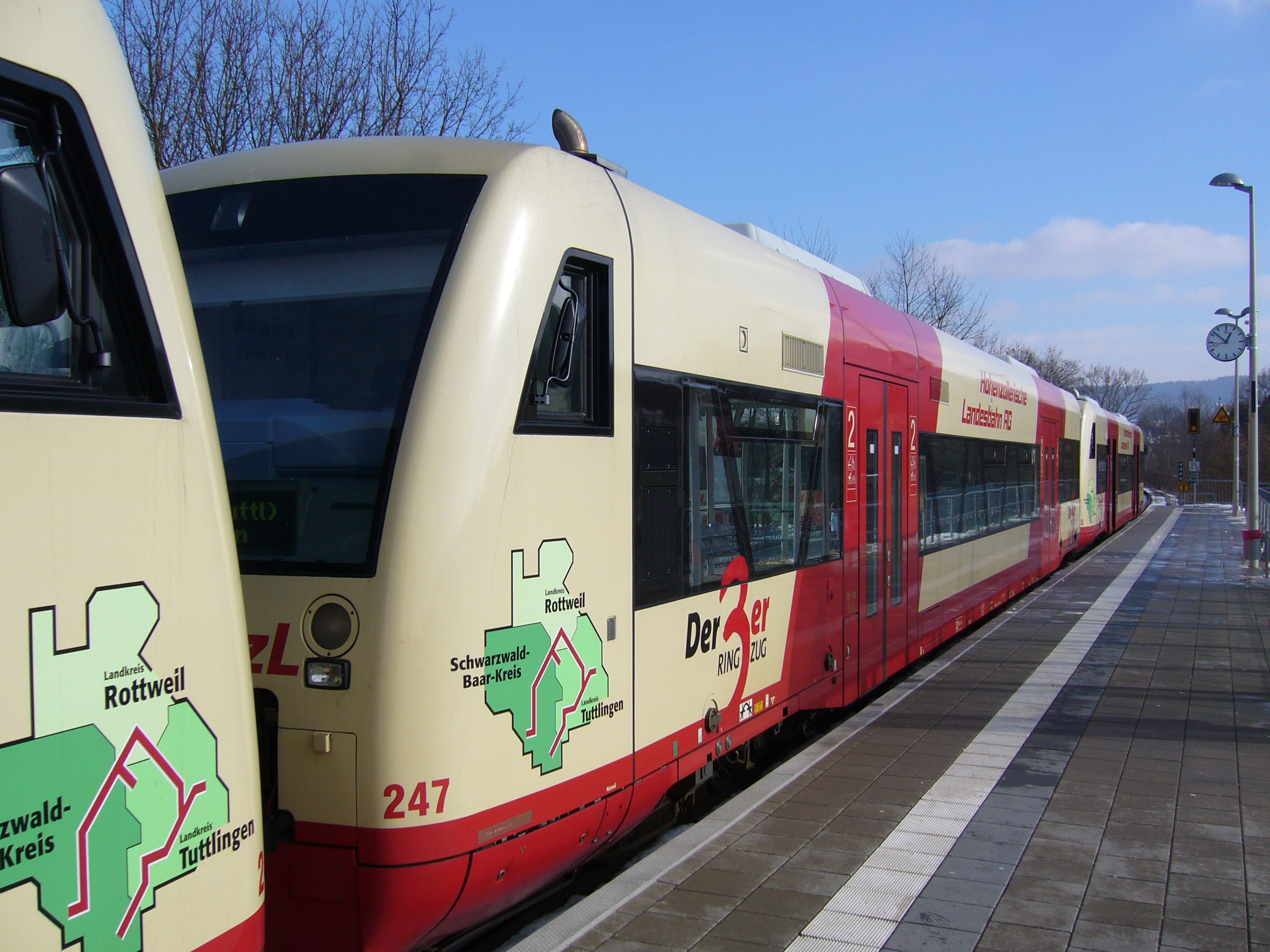
Regio-Shuttles in treinschakeling, Tuttlingen, Duitsland, 30 januari 2007.
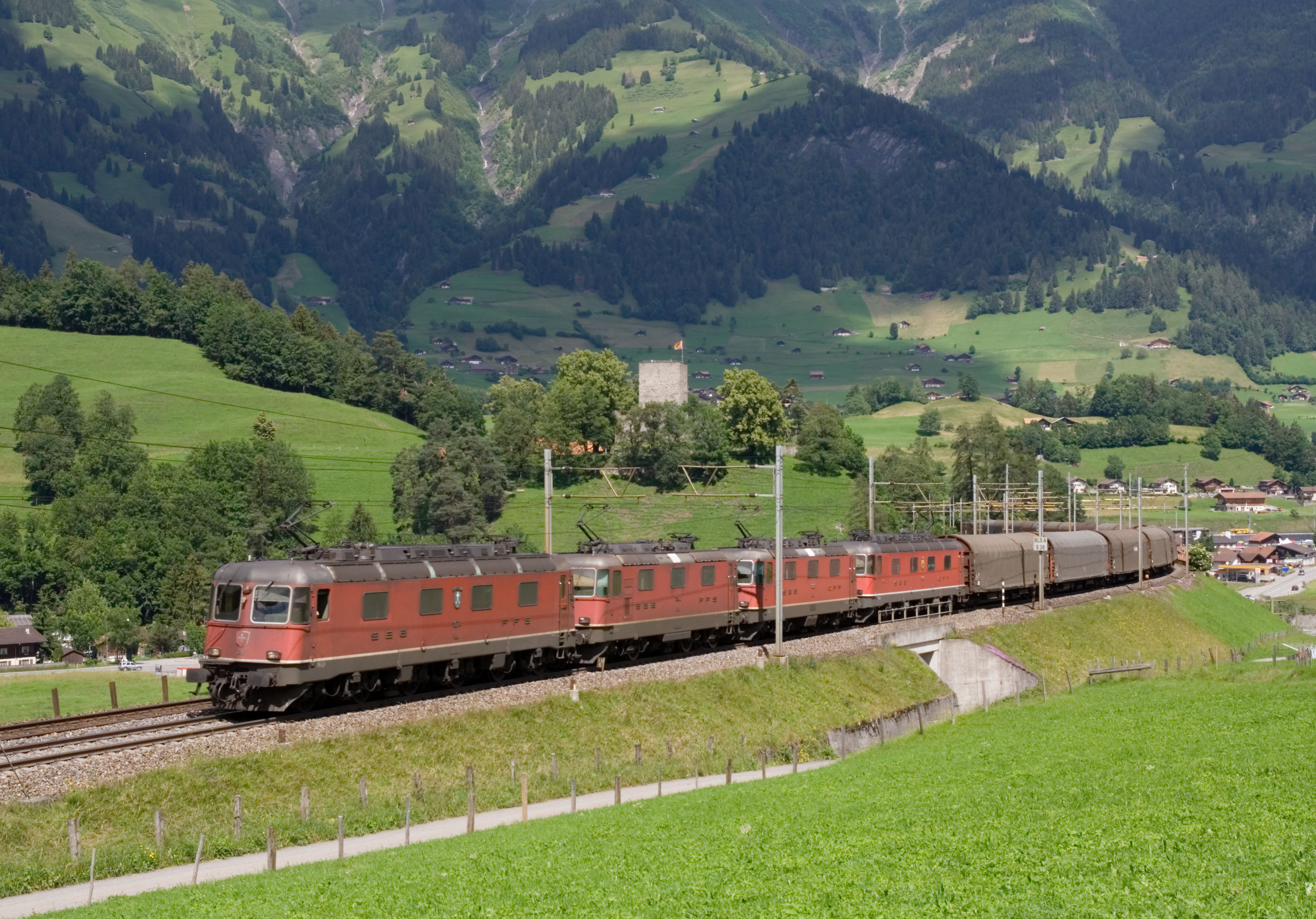
Vier locomotieven in treinschakeling: twee SBB Re 6/6 en twee SBB Re 4/4 II bij Frutigen, Zwitserland, 16 juni 2007.
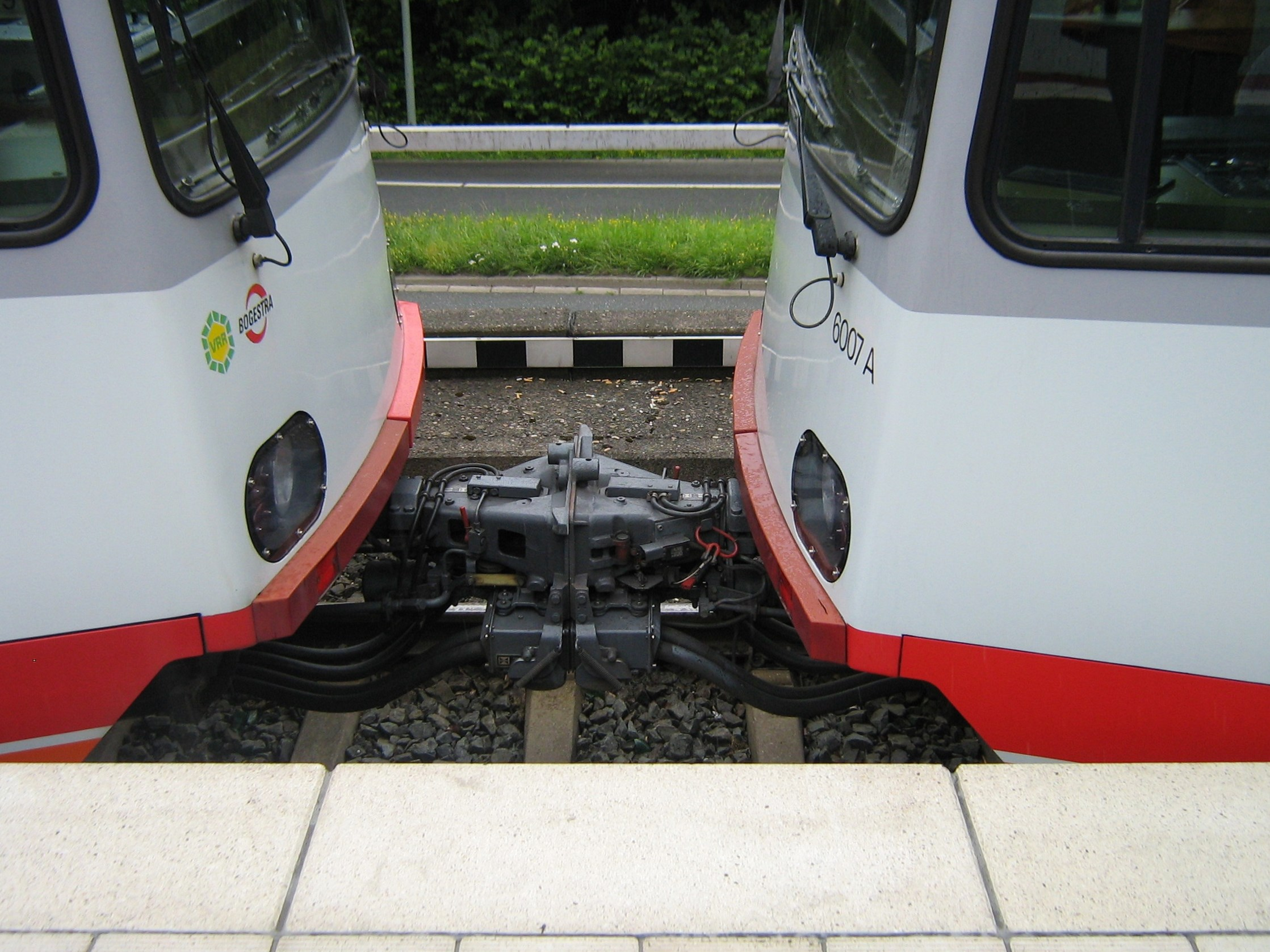
Automatische koppelingen voor trams in treinschakeling. Bochum, Duitsland, 29 juni 2007.
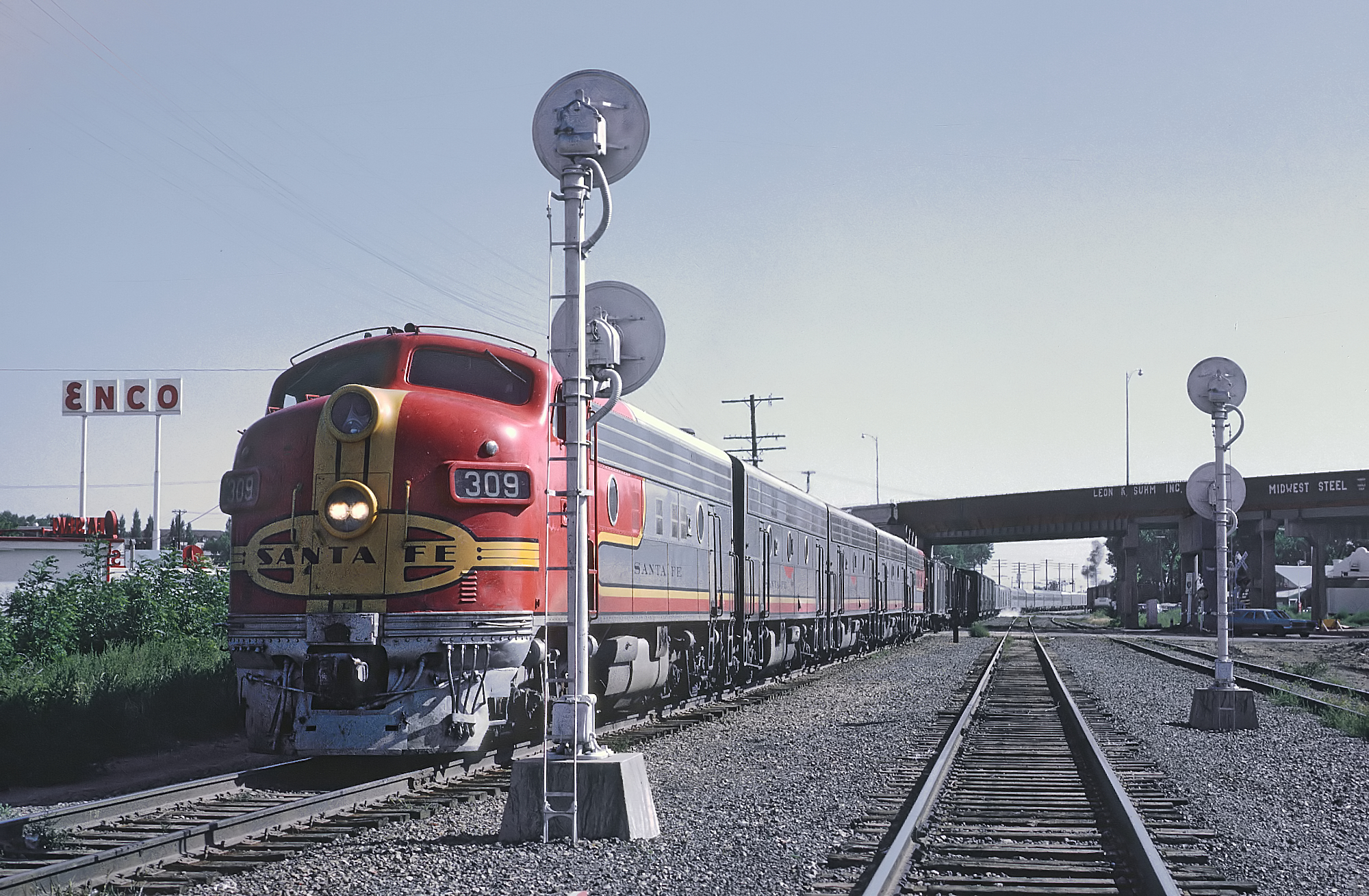
ABBBA-consist met locomotieven EMD F7 van de Santa Fe Railroad, Trinidad (Colorado), VS, 19 augustus 1967.
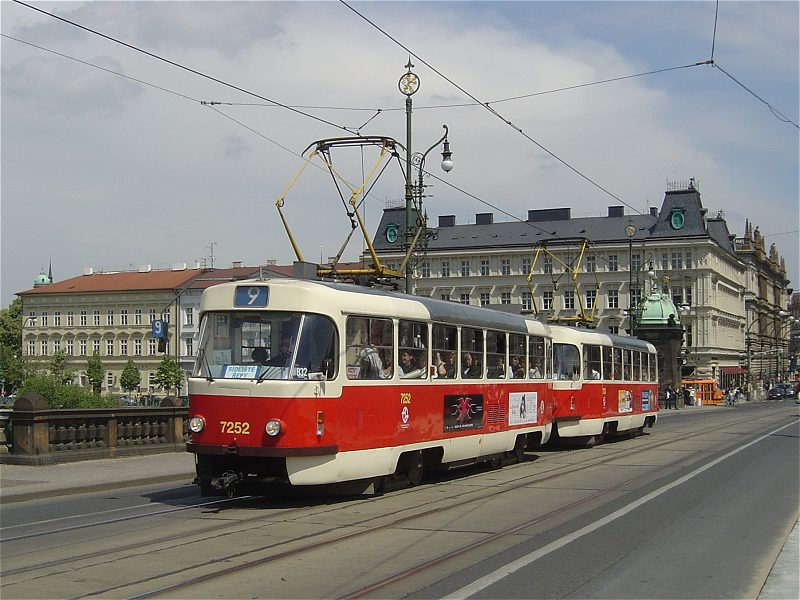
Technisch en uiterlijk identieke Tatra T3-trams in treinschakeling op 19 mei 2005, Praag.
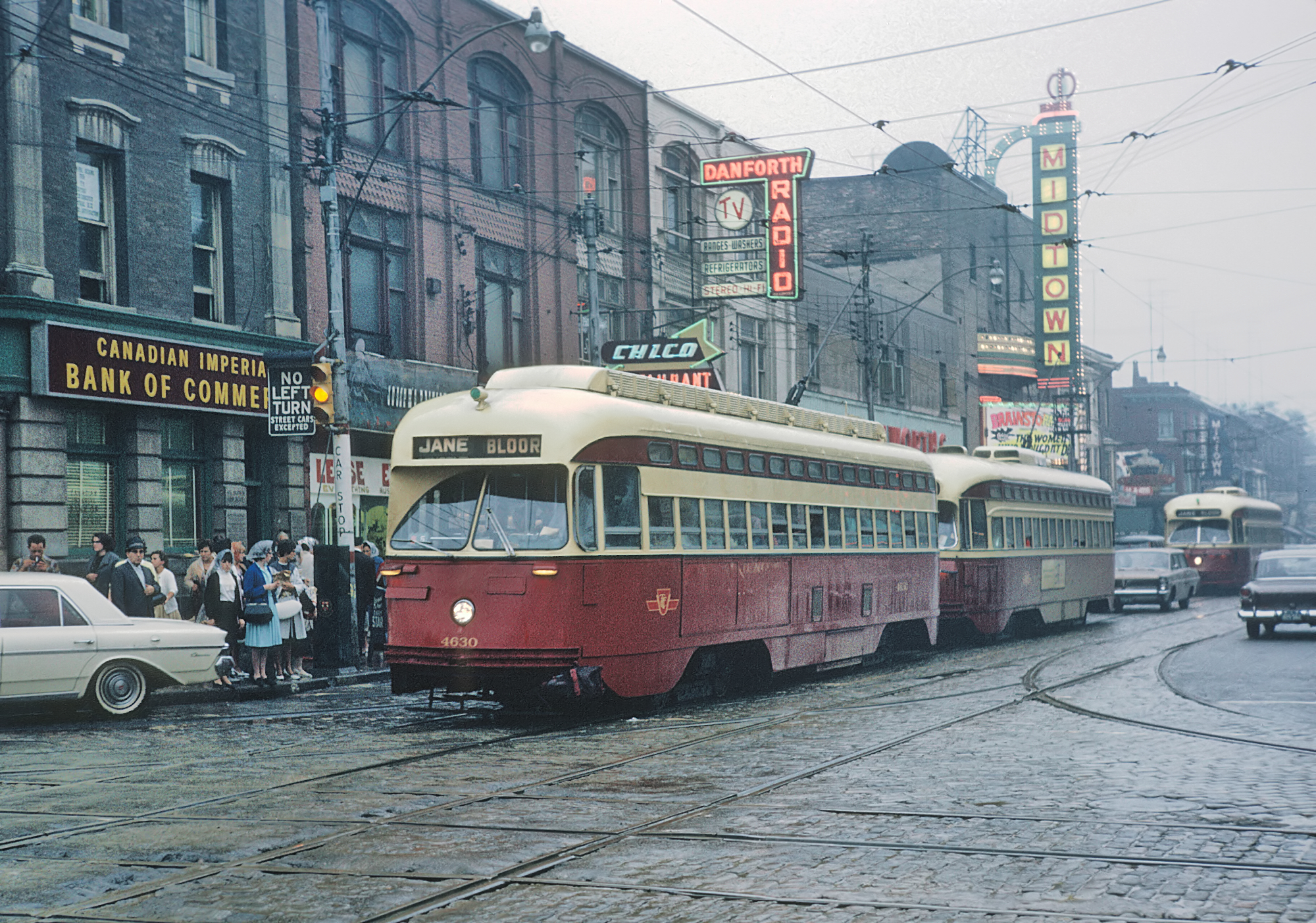
Tram van Toronto: twee PCC-cars van verschillend fabricaat, maar op elkaar afgestemd, in treinschakeling in 1965.
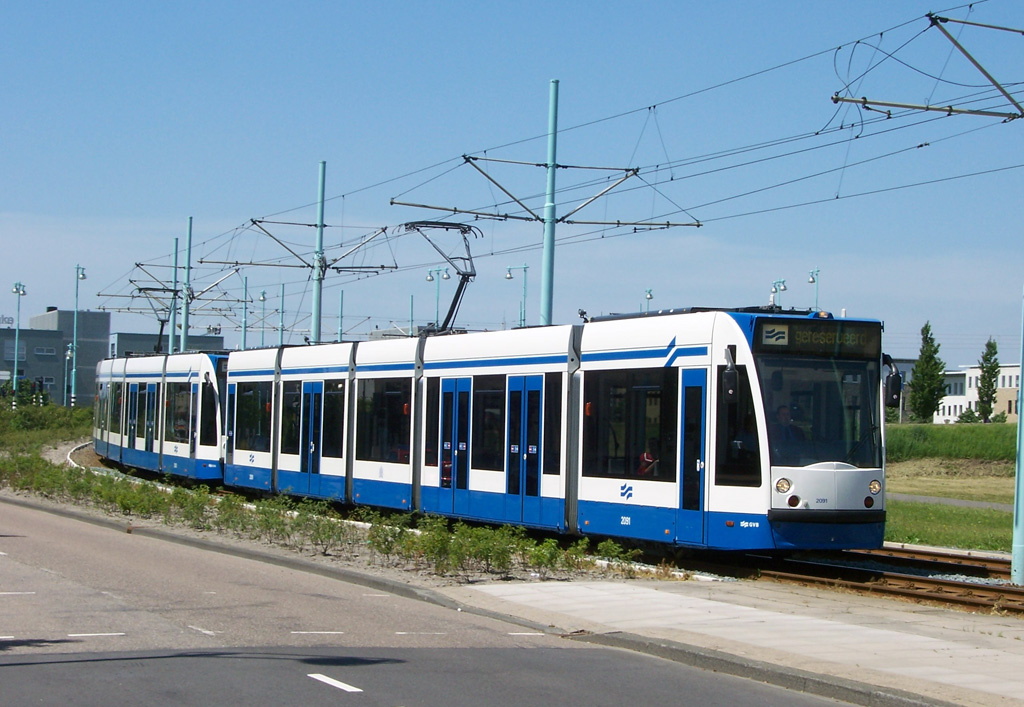
Twee Amsterdamse Combino's in treinschakeling in 2006.